# Sonata per pianoforte n. 9 (Mozart)
La Sonata per pianoforte n. 9 in re maggiore, K. 311/284c è una composizione per pianoforte di Wolfgang Amadeus Mozart.

## Storia
La datazione esatta di questa composizione non è sicura. Si ritiene possibile che essa sia la sonata menzionata dal compositore in due lettere indirizzate alla cugina Maria Anna Thekla Mozart (rispettivamente del 5 novembre e del 3 dicembre 1777); la sonata sarebbe allora stata composta a Mannheim per le figlie di Erasmus Franziskus Freysinger (consigliere aulico alla corte di Monaco). La carta e la calligrafia dell'autografo sembrano comunque appartenere all'epoca del viaggio di Mozart a Mannheim e a Parigi (fra la fine di ottobre del 1777 e la fine di dicembre del 1778).
Nella prima edizione del Catalogo Köchel le venne attribuito il numero 311, corretto in 284c nella sesta edizione.

## Caratteristiche
La sonata è di carattere perlopiù leggero e giocoso e mostra l'influenza della scuola di Mannheim; in essa si avverte l'esigenza del compositore di arricchire la struttura della sonata tramite l'inserzione di elementi dello stile concertante.
Nel primo movimento, Allegro con spirito in forma-sonata, al primo tema in re maggiore segue un gentile secondo tema, in la maggiore, abbellito dal contrappunto nella parte della mano sinistra. Nella ripresa il primo e il secondo tema si presentano in ordine inverso.
Il secondo movimento, Andante con espressione in sol maggiore, ha carattere cantabile e termina con una coda riccamente accompagnata.
Il terzo movimento, Rondeau. Allegro, in re maggiore e in ritmo di sei ottavi, ha la spettacolarità di un pezzo da concerto e termina con un finale ad effetto, preceduto da una cadenza. 
La sonata dura circa diciassette minuti.